# Opera (webový prohlížeč)
Opera je webový prohlížeč pro většinu platforem, který vyvíjí norská firma Opera Software. Verze pro osobní počítače byla v minulosti distribuována komerčně, ale počínaje verzí 8.50 je k dispozici zdarma jako freeware. Opera používá vykreslovací jádro Chromium, které sdílí s prohlížečem Google Chrome. Do verze 15 (2013) využívala Opera vlastní vykreslovací jádro zvané Presto; to dosud pohání unixovou verzi prohlížeče pro FreeBSD.
Nejnovější verze Opery kladou důraz na bezpečnost, součásti je zdarma nabízená VPN.

## Klíčové vlastnosti
Webový prohlížeč Opera v roce 2021:
- nabízí vlastní VPN zdarma,[3][4]
- postranní pruh pro rychlý přístup ke stránkám, historii a správě doplňků,[3]
- úsporný režim, ve kterém Opera snižuje svůj vlastní výkon na procesoru a v operační paměti,[3] umí šetřit baterii,
- ve verzi Opera Mini pro smartphony redukuje nezbytná přenesená mobilní data,
- umožňuje organizovat záložky do skupin,
- blokuje reklamy,
- obsahuje podporu messengerů různých sociálních sítí,
- umožňuje odpojit video obsah do samostatného okna,
- používá doplňky (extensions) prohlížeče Chrome,[3]
- nepodporuje aplikace na plochu.[3]

Prohlížeče Opera a Chrome ve své podstatě vykreslují stránky stejným způsobem. Po nainstalování je Opera schopna načíst profil uživatele z Chrome a je schopna používat hesla uložená v Chrome.

## Tržní podíl
| Šablona:Bar gap\| Desktopové, notebookové a tabletové štatistiky webových prohlížečů \| Desktopové, notebookové a tabletové štatistiky webových prohlížečů \| Desktopové, notebookové a tabletové štatistiky webových prohlížečů \| Desktopové, notebookové a tabletové štatistiky webových prohlížečů \| Desktopové, notebookové a tabletové štatistiky webových prohlížečů \| \| -------------------------------------------------------------------- \| ------------------------------------------------------------------ \| ------------------------------------------------------------------ \| ------------------------------------------------------------------ \| ------------------------------------------------------------------ \| \| \| \| \| \| \| \| Google Chrome \| Google Chrome \| \| 64.42% \| 64.42% \| \| Apple Safari \| Apple Safari \| \| 12.60% \| 12.60% \| \| Mozilla Firefox \| Mozilla Firefox \| \| 7.88% \| 7.88% \| \| Microsoft Edge \| Microsoft Edge \| \| 6.96% \| 6.96% \| \| Opera \| Opera \| \| 2.47% \| 2.47% \| \| Internet Explorer \| Internet Explorer \| \| 2.38% \| 2.38% \| \| Statistika použití na Internetu v prosinci 2020 podle StatCounter[5] \| \| \| \| \| |                   |  |        |        |
| Desktopové, notebookové a tabletové štatistiky webových prohlížečů |                   |  |        |        |
| |                   |  |        |        |
| Google Chrome | Google Chrome     |  | 64.42% | 64.42% |
| Apple Safari | Apple Safari      |  | 12.60% | 12.60% |
| Mozilla Firefox | Mozilla Firefox   |  | 7.88%  | 7.88%  |
| Microsoft Edge | Microsoft Edge    |  | 6.96%  | 6.96%  |
| Opera | Opera             |  | 2.47%  | 2.47%  |
| Internet Explorer | Internet Explorer |  | 2.38%  | 2.38%  |
| Statistika použití na Internetu v prosinci 2020 podle StatCounter |                   |  |        |        |

## Opera GX
Opera GX je varianta prohlížeče určená pro hráče. Prohlížeč byl oznámen a vydán v předběžném přístupu pro Windows 11. června 2019, během E3 2019. Verze pro macOS byla vydána téhož roku v prosinci.
Opera GX přidává k běžnému prohlížeči Opera funkce zaměřené na hráče - prohlížeč umožňuje uživatelům omezit využití sítě, procesoru a paměti. Přidává také integraci s dalšími aplikacemi, jako jsou Twitch, Discord, Twitter nebo Instagram.
Dne 20. května 2021 vydala Opera také mobilní verzi pro iOS a Android.

## Mobilní verze
Vývoj prohlížeče Opera Mini byl zahájen v roce 2005, aby umožňoval mobilním telefonům s Javou ME jednoduchý přístup k internetovým stránkám. V roce 2016 byly jeho varianty dostupné pro Android, Windows Phone, Symbian, iPhone a stále i pro „hloupé“ telefony s Javou. Ve verzi 8 obsahovala rychlý přístup, prohlížení v listech, správce stahování, ukládání hesel, blokování reklam a ukládání stránek pro pozdější čtení bez připojení.
Opera Browser (dříve Opera Mobile, Opera Coast, dnes také Opera Touch) je webový prohlížeč pro chytré telefony. První verze Opery pro Android s jádrem Blink byla vydána v květnu roku 2013, přinesla vyhledávání přímo z adresního řádku, režim Opera turbo (technologie pro snížení objemu přenesených dat), soukromé prohlížení a záložky. Ve verzi 28 přibyla možnost synchronizace mezi zařízeními, pomocí přihlášení k účtu Opery. Koncem roku 2018 se objevila funkce zabraňující zobrazení upozornění na použití cookies.
Opera Devices je určena pro Nintendo DS, Nintendo Wii, vozy, televizory, terminály a další.

## Historie
Asi v roce 1992 byli Jon Stephenson von Tetzchner a Geir Ivarsøy členy vývojové skupiny Televerketu (norské státní telekomunikační společnosti, dnes zvané Telenor). Skupina pracovala na Open Document Architecture (ODA), systému na správu dokumentů, obrázků a jiného obsahu. Systém ODA nedosáhl velkého rozšíření a zanikl. Výzkumná skupina založila první norský internetový server a domovskou webovou stránku roku 1993, ale nebyli spokojeni s možnostmi prohlížeče Mosaic pro surfování po webu. Proto pojali úmysl napsat si vlastní prohlížeč od začátku. Jevilo se jim zajímavé vytvořit prohlížeč tak, aby lépe odpovídal rozmanitosti internetu. Mateřská společnost Televerket dala projektu zelenou a tak ještě roku 1993 vznikl první prototyp. Televerket ale čelil výzvě plné deregulace trhu v roce 1998. Protože si nebyli jisti významem tohoto programu pro jejich společnost, postupně došlo k vyčlenění projektu ze společnosti. Roku 1995 vzniká společnost Opera Software, která dále sídlí v prostorách Televerketu, čerstvě přejmenovaném na Telenor. Produkt pod názvem MultiTorg Opera zaujal internetovou komunitu svým MDI a „hotlistem“ (sidebarem), jež umožnily mnohem snazší procházení více stránek zároveň.
V lednu 2003 vyšla Opera 7, jež obsahovala nový vykreslovací model „Presto“. Ten výrazně zlepšil podporu CSS, skriptování na straně klienta a DOM.
V srpnu 2004 začalo úvodní testování Opery 7.6. Kromě rozšíření podpory webových standardů obsahovala podporu hlasového ovládání a podporu Voice XML. Opera rovněž oznámila vývoj verze pro iTV, což obsahovalo i funkci fit to width zavedenou ve verzi Opera 8. Fit to Width je proprietární technologie kombinující možnosti CSS s interními technologiemi Opery. Výrazně zlepšuje možnosti prohlížení na malých obrazovkách dynamickým zmenšováním obrázků i textů, nebo dokonce nezobrazováním obrázků. Opera 7.6 nikdy nedošla oficiálního vydání.
19. dubna 2005, vyšla verze 8.0. Nově obsahovala podporu formátu SVG Tiny a uživatelského jazyka JavaScript, vylepšení MDI. Uživatelské rozhraní bylo zjednodušeno a zpřehledněno.
22. září 2005 přešla Opera verzí 8.50 na bezplatný distribuční model. Opera ve verzi pro desktopy je nyní freeware, stejně jako většina ostatních prohlížečů.
20. června 2006 vyšla finální verze 9.0, která již dokáže projít i tzv. testem Acid2.
Na konci ledna 2008 otevřela Opera v Praze svoji pobočku určenou pro středoevropský trh.
12. června 2008 vyšla finální verze 9.5, která využívá rychlejší nové jádro Kestrel a také přinesla přepracované grafické rozhraní.
1. září 2009 vyšla verze 10.0, verze 10.1 byla vydána 23. listopadu a nově obsahuje službu pro sdílení dat Opera Unite.
1. března 2010 vyšla verze 10.50, která oproti předchozím verzím obsahuje možnost anonymního prohlížení webu, nové grafické rozhraní Vega a mnoho dalšího (JavaScript engine, Carakan, HTML5, CSS3).
1. července 2010 vychází verze 10.60.
16. prosince 2010 byla vydána nová verze 11, která výrazně zlepšila práci se záložkami díky tzv. „Tab stacking“, tedy „štosování“ záložek. Tato verze je také o hodně rychlejší.
Březen 2011 – aktuální vývoj je soustředěn do verze 11.10 s kódovým označením „Barracuda“.
Opera byla dříve postavena nad toolkitem Qt.
Duben 2013 – Byla oznámena verze 15.00, která místo vykreslovacího jádra Presto měla běžet na WebKitu stejně jako Google Chrome. Několik dní na to bylo oznámeno, že oba tyto prohlížeče budou místo WebKitu používat jeho odnož vykreslovací jádro Blink.
Květen 2013 – Vyšla verze Next 15.00. Emailový klient a RSS čtečka byly přesunuty do samostatné aplikace Opera Mail. Dále již v Opeře nenajdeme záložky, které byly v nové verzi nahrazeny složkami v rychlém přístupu. Do rychlého přístupu přibyly dvě položky: úschovna (která slouží jako dočasné úložiště zajímavých odkazů) a zajímavosti (výběr nejzajímavějších článků z různých webů rozdělených do kategorií např. technologie, sport, jídlo, …). Od verze 15 bude mít Opera tři vývojové verze (Alpha, Next, Full). Podle vývojářů to znamená i častější updaty Opery. Vzhled Opery bude od nynějška hranatý, bez zaoblených stran.
Červenec 2013 – Vyšla Opera 15.0 (Windows, macOS), do této verze obsahovala e-mailového klienta, IRC klienta, RSS a Atom čtečku a čtečku usenetových skupin. To je nyní obsaženo v samostatné aplikaci Opera Mail.
Srpen 2013 – Vyšla Opera Next 16.0 a Opera Developer 17.0
Říjen 2013 – Vyšla Opera 17.0 a Opera Developer 18.0 (ta má již opět obsahovat záložky, záložky se sice krátce objevily už ve vývojářské (developer) verzi 17, ale byly opět odstraněny)
Říjen 2014 – Vyšla Opera 25.0 – nový rychlý přístup a vizuální záložky.
Prosinec 2014 – Vyšla Opera 26 – import dat z jiných prohlížečů a sdílení záložek přes cloudový odkaz.
Leden 2015 – Vyšla Opera 27 – přibyla spodní lišta pro přechod mezi rychlým přístupem, záložkami a zajímavostmi. Jednodušší správa záložek.
V lednu 2015 byl také představen nový prohlížeč Vivaldi, který navazuje na „původní“ Operu verze 12. Ten již ale není vyvíjen firmou Opera Software.
Březen 2015 – Vyšla Opera 28 – přibyla možnost synchronizace záložek mezi zařízeními.
Duben 2015 – Vyšla Opera 29 – synchronizace otevřených listů, nový vzhled stránky historie a vlastní klávesové zkratky.
Červen 2015 – Vyšla Opera 30 – návrat bočního panelu, rozšíření funkčnosti tlačítka seznam listů a koš ve správci záložek.
Srpen 2015 – Vyšla Opera 31 – zrychlení startu (podle vývojářů až o 70 %), nový vzhled stránky, Zajímavosti
Září 2015 – Vyšla Opera 32 – rozšířená možnost synchronizace dat, možnost výběru synchronizovaných dat a animovaná pozadí Rychlého přístupu
Říjen 2015 – Vyšla Opera 33 – nové logo, vylepšený režim Opera Turbo a úspornější práce s pamětí prohlížeče
Prosinec 2015 – Vyšla Opera 34 – další zlepšení efektivity funkce Opera Turbo (podle vývojářů o 15 %), vylepšený správce stahování a zobrazení animace s možností ztlumit stránku
Únor 2016 – Vyšla Opera 35 – zjednodušené základní menu, možnost aktivovat samostatné vyhledávací políčko vedle adresního řádku.
Březen 2016 – Vyšla Opera 36 – nový boční konfigurační panel v Rychlém přístupu, upravené rozhraní pro Windows 10, nové možnosti nastavení